# Doppio gioco (film 2012)
Doppio gioco (Shadow Dancer) è un film del 2012 diretto da James Marsh con Clive Owen, Andrea Riseborough e Gillian Anderson, presentato al Sundance Film Festival e successivamente fuori concorso al Festival di Berlino nel 2012. È stato presentato anche al Torino Film Festival nella sezione Festa Mobile.

## Trama
A Belfast, negli anni settanta, abita una bambina chiamata Colette McVaight. Il suo piccolo fratellino muore in strada in seguito a degli scontri durante il conflitto nordirlandese. Da questo momento lei e la sua famiglia saranno legati all'IRA.
Colette, ormai adulta negli anni novanta, viene rapita dai servizi segreti britannici che la mettono davanti a due alternative: o andare in carcere per venticinque anni (lasciando così il figlio di dieci anni) o diventare una spia per i servizi segreti.
Colette sceglie di collaborare e verrà aiutata da Mac, un agente del MI5.

## Riconoscimenti
- 2012 - British Independent Film Awards
  - Migliore attrice protagonista a Andrea Riseborough
  - Candidatura Migliore attore non protagonista a Domhnall Gleeson
- 2012 - Edinburgh International Film Festival
  - Miglior performance in un film britannico a Andrea Riseborough e Bríd Brennan
  - Candidatura Michael Powell Award al miglior film britannico a James Marsh
- 2013 - Evening Standard British Film Awards
  - Miglior attrice protagonista a Andrea Riseborough
  - Candidatura Miglior sceneggiatura a Tom Bradby
- 2012 - Irish Film and Television Award
  - Miglior attrice non protagonista a Bríd Brennan
  - Candidatura Miglior film a Ed Guiney e Andrew Lowe
  - Candidatura Miglior attrice internazionale a Andrea Riseborough
  - Candidatura Miglior attore non protagonista a David Wilmot
  - Candidatura Miglior trucco a Lynn Johnson e Eileen Buggy
- 2013 - London Critics Circle Film Awards
  - Attrice britannica dell'anno a Andrea Riseborough
- 2012 - Dinard British Film Festival
  - Premio del Pubblico a James Marsh
  - Golden Hitchcock a James Marsh

## Produzione
Il film è stato girato a Dublino, nonostante sia ambientato a Belfast.
La parte di Colette era stata inizialmente affidata a Rebecca Hall, mentre quella di Mac a Guy Pearce.